# Novoukrajinský rajón
Novoukrajinský rajón (ukrajinsky Новоукраїнський район) je rajón v Kirovohradské oblasti na Ukrajině. Hlavním městem je Novoukrajinka a rajón má přibližně 143 tisíc obyvatel. 

## Města v rajónu
- Mala Vyska
- Novomyrhorod
- Novoukrajinka
- Pomična